# 马文骏
马文骏（1941年12月—），男，贵州遵义人，中华人民共和国政治人物。

## 生平
毕业于贵阳医学院中医进修班。后担任贵州省人民政府副省长，民革中央常委、贵州省委员会主任。